# Ramon Gieling
 (octobre 2018).
 Ramon Gieling, né le 21 avril 1954 à Utrecht, est un réalisateur, scénariste et écrivain néerlandais.

## Filmographie

### Réalisateur et scénariste
- 1975 : De Hand
- 1976 : Mode
- 1979 : Vijand gevraagd
- 1981 - Ronde Maan/Anatomie
- 1982 : Assefeest
- 1983 : De levende stilte (documentaire)
- 1984 : De weg van het vlees
- 1985 : Een bescheiden ontketening (documentaire)
- 1986 : Duende
- 1987 : Tussen front en thuisfront
- 1989 : Wij houden zo van Julio
- 1991 : Heimwee naar de dood
- 1993 : Een held van onze tijd
- 1994 : Vaders en zonen
- 1995 : Off mineur
- 1996 : Detail unwound (documentaire)
- 1997 : De toekomst is over een uur (documentaire)
- 1998 : Ongenade[2]
- 2002 : Cine Ambulante: Light in Times of Darkness[3]
- 2004 : Johan Cruyff: En un momento dado[4]
- 2008 : Joaquin Sabina 19 Days & 500 Nights[5]
- 2009 : Tramontana[6]
- 2011 : Over Canto[7]
- 2012 : Blind Fortune[8]
- 2014 : Home
- 2015 : Erbarme dich - Matthäus Passion Stories[9] (documentaire ; a obtenu un Kristallen Film[10])
- 2017 : Fatum (Room 216)[11]
- 2018 : The Disciples – Een Straatopera
- 2021 : Paul Blanca, Deze film redt je leven

## Livres
- 2010 : Het ondankbare verleden van Santiago Herrero
- 2011 : De hoofdletter pijn